# Burmester Dome
Der Burmester Dome ist ein 2095 m hoher, vereister und kuppelförmiger Berg im westantarktischen Queen Elizabeth Land. In der Forrestal Range der Pensacola Mountains ragt er aus dem westzentralen Saratoga Table auf.
Auf Vorschlag des Geologen Arthur B. Ford vom United States Geological Survey benannte das Advisory Committee on Antarctic Names den Berg nach dem Geologen Russell F. Burmester von der Western Washington University, der von 1978 bis 1979 in der Forrestal Range tätig war.